# 1975年の航空
< 1975年
1974年の航空 - 1975年の航空 - 1976年の航空

## 航空に関する出来事
- 1975年 - ベトナム戦争が終結する。

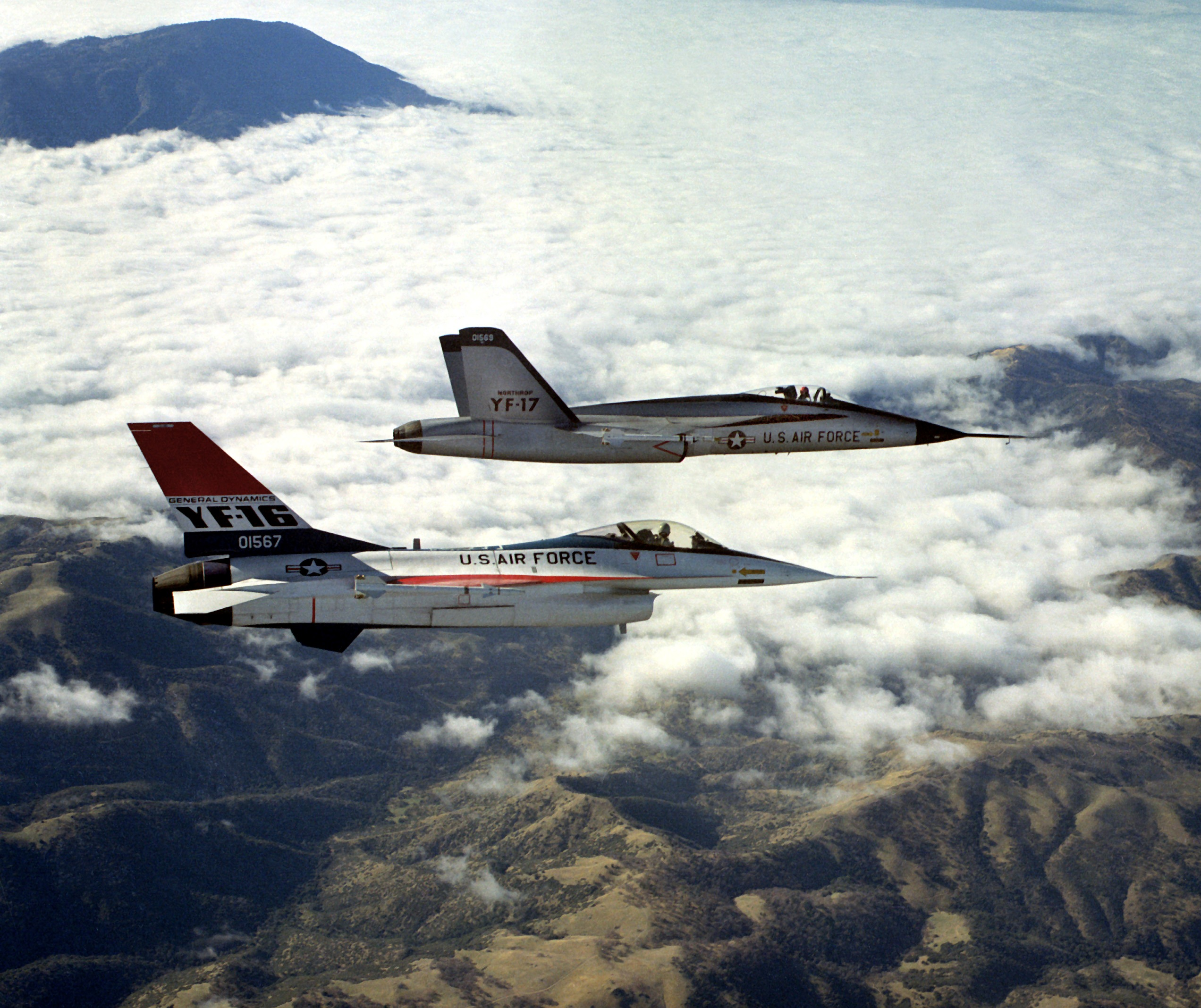
YF-17とYF-16

- 1月14日 - アメリカ空軍の軽量戦闘機（LTW)のコンペティションでジェネラルダイナミクス F-16ファルコンがノースロップYF-17に勝利した。
- 1月24日 - フランスのヘリコプター、アエロスパシアルSA 365Cが初飛行した。
- 2月22日 - ソビエトのスホーイSu-25原型機 T-9 が初飛行した。
- 3月7日 - ソビエトの旅客機、ヤコブレフ Yak-42が初飛行した。
- 4月1日 - シンガポール空軍が設立された。
- 4月1日 - アメリカ空軍のR.スミスがマクダネル·ダグラスF-15イーグルで、上昇時間の世界速度記録を樹立した。30.000メートルの高度まで207.80秒で上昇した。
- 4月4日 - アメリカ人家族とベトナムの孤児を避難させていたロッキード C-5 ギャラクシーが、サイゴン近くで墜落し犠牲者がでた。
- 5月30日 - 欧州宇宙機関（ESA）が創設された。
- 6月3日 - 日本の支援戦闘機　F-1が初飛行した。
- 6月8日 - 金星を目指す、ソ連の惑星探査機、ベネラ9号が打ち上げられた。
- 6月2日 - ソビエトの女性パイロット、スベトラーナ・サビツカヤがMiG-25の改造機のYe-133で女性の速度記録は、2,683.45km/hを樹立した。
- 7月1日 - フィンランドの練習機 Valmet L-70 Vinkaが初飛行した。

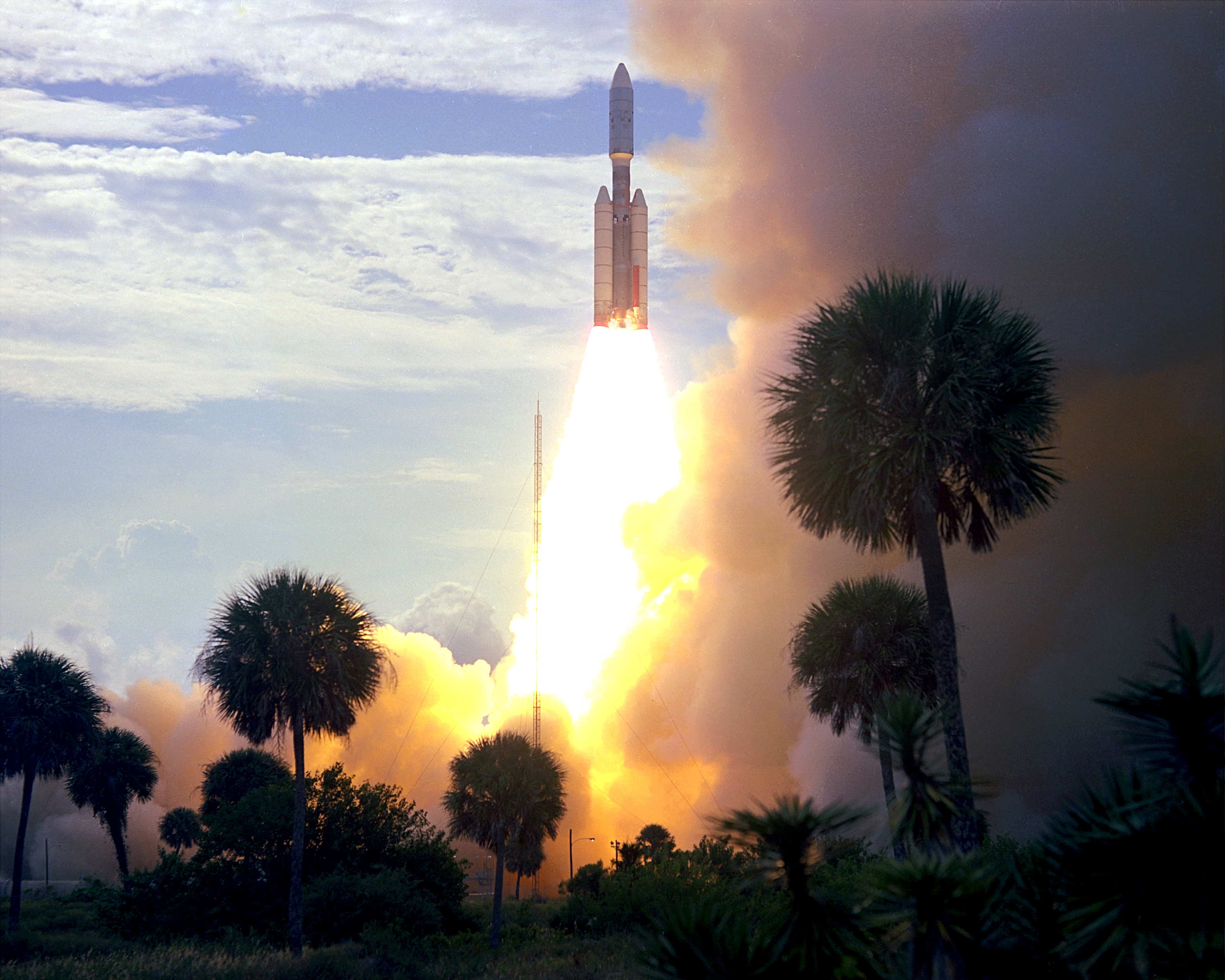
バイキング1号の打上げ

- 7月15日〜25日 - アポロ・ソユーズテスト計画で、ソビエトのソユーズ19号とアメリカのアポロ18号が打ち上げられ、7月17日に地球周回軌道上でドッキングした。二つの宇宙船は44時間にわたってドッキング飛行した。
- 8月3日 - ボーイング707がモロッコのアガディール近くに墜落し、188人が死亡した。 （アガディール航空惨事）
- 8月9日 - 日本アジア航空が設立される。
- 8月20日 - 火星を目指す、アメリカの惑星探査機、バイキング1号が打ち上げられた。
- 8月26日 - マクドネル・ダグラス YC-15が初飛行した。
- 9月1日 - イギリスのコンコルドが1日の間に、大西洋を2往復した。
- 9月15日 - 8月8日に日本航空の全額出資で設立された日本アジア航空のダグラスDC-8-53型機が東京国際空港と台北の台北松山空港、および高雄国際空港間の運航を開始した。
- 9月16日 - ソビエトの迎撃戦闘機、MiG-31 フォックスハウンドが初飛行した。
- 9月30日 - 米軍の攻撃ヘリコプター、AH-64 アパッチが初飛行した。
- 11月17日 - ソ連のソユーズ20号が打ち上げられた。
- 12月26日 - ソ連のツポレフTu-144が郵便と貨物を運び、超音速機による最初の商業飛行となった。
- 12月29日 - ニューヨーク市の、ラガーディア空港のメインターミナルのロッカーエリアで爆弾が爆発し、11人が死亡、75人が負傷した。

## 1975年に初飛行した機体の画像

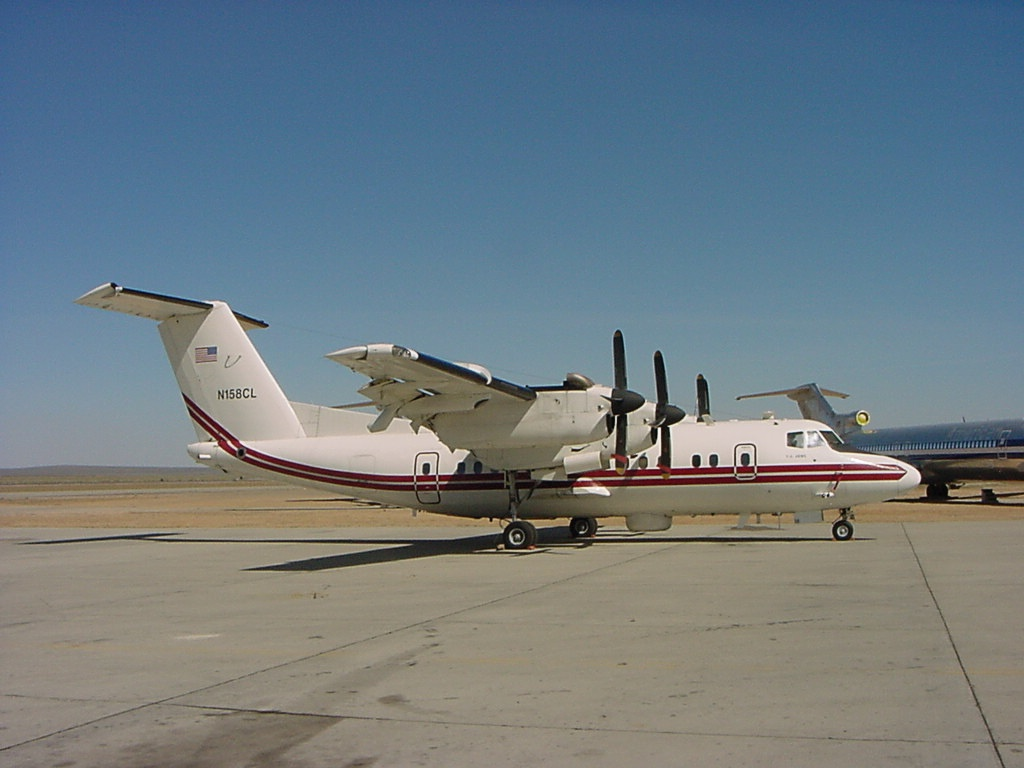
デ・ハビランド・カナダ DHC-7 （3月27日）
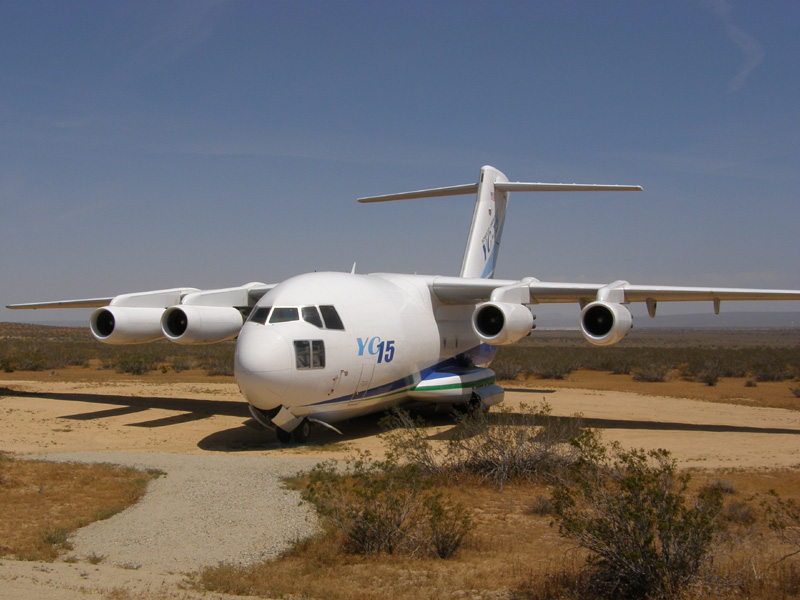
YC-15 （8月26日）
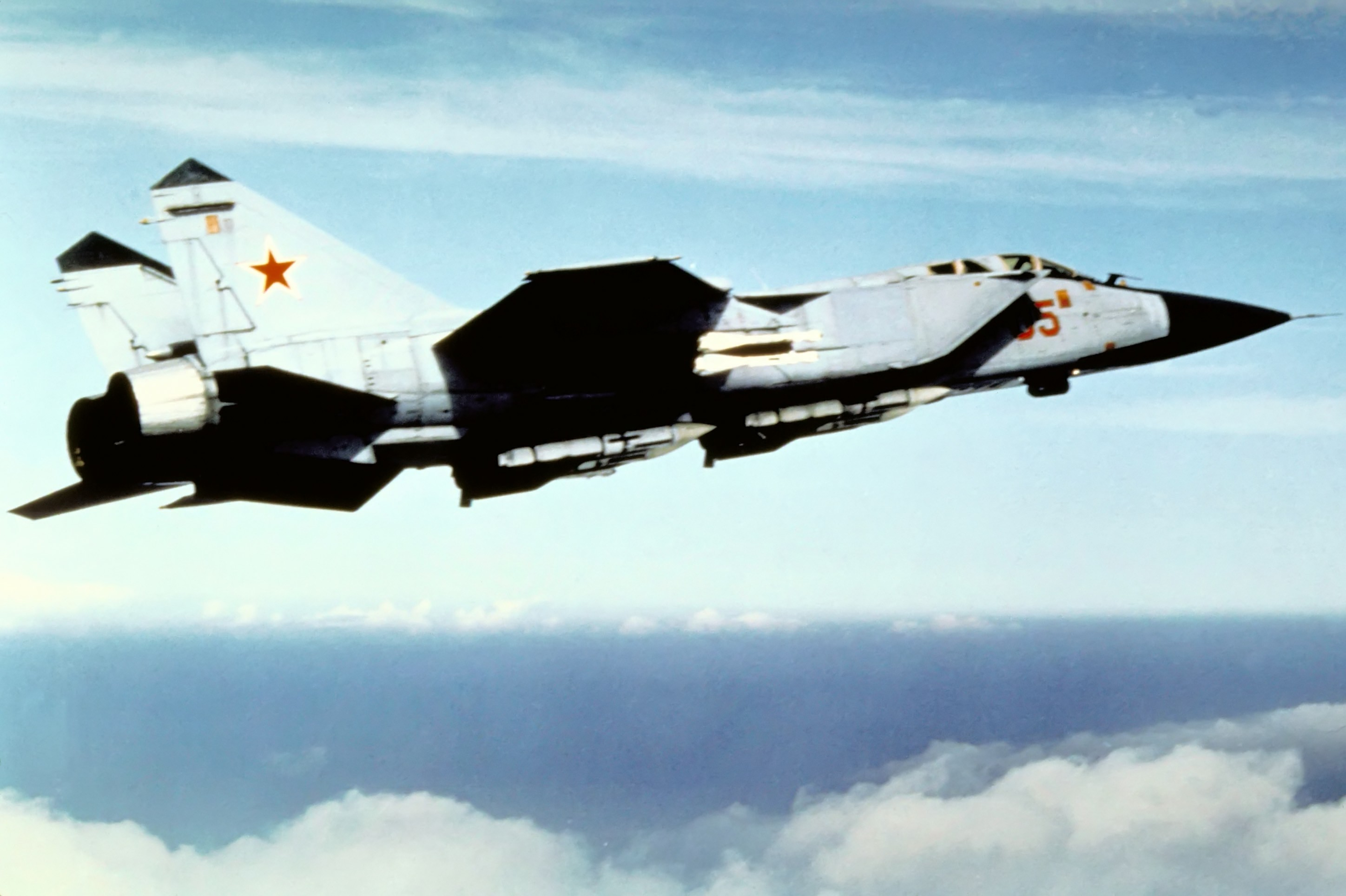
MiG-31 （9月16日）
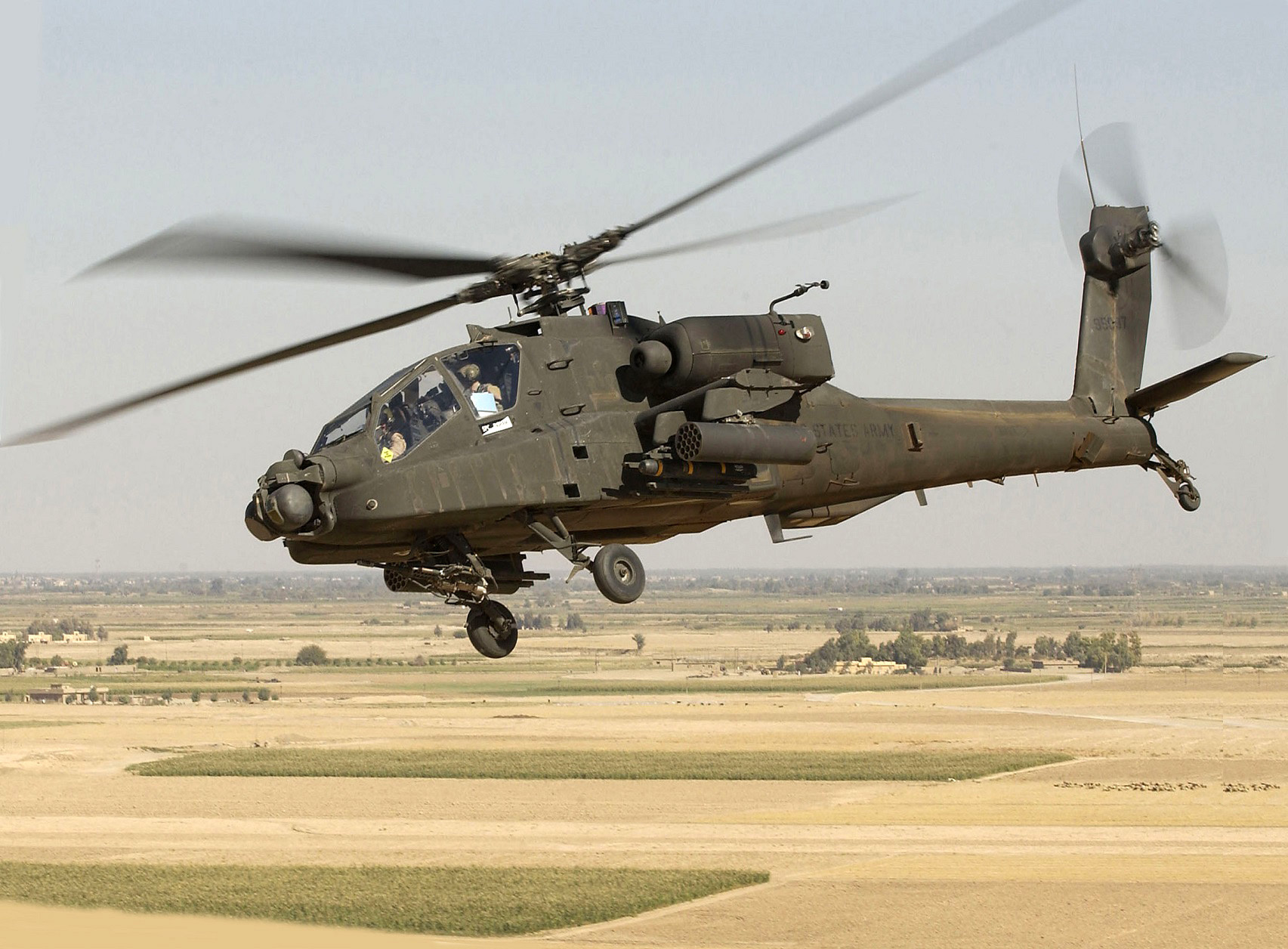
AH-64 アパッチ （9月30日）

## 航空に関する賞の受賞者
- ハーモン・トロフィー：ハーバート・フィックス、マリオン・ライス・ハート
- デラボー賞： アレクセイ・レオーノフ(USSR) トーマス・スタッフォード(USA)、 ドナルド・スレイトン(USA)、ワレリー・クバソフ(USSR)、ヴァンス・ブランド(USA)　:アポロ・ソユーズテスト計画の宇宙飛行士たち